# Русские Кирмени
Русские Кирмени — опустевшее село в Мамадышском районе Татарстана. Входит в состав Уразбахтинского сельского поселения.

## География
Находится в центральной части Татарстана на расстоянии приблизительно 12 км на запад-юго-запад по прямой от районного центра города Мамадыш вблизи автомобильной дороги Казань-Уфа.

## История
Известно с 1680 года. В начале XX века действовали Петропавловская церковь и земская школа. В XIX веке рядом с селом работал медеплавильный завод. По состоянию на 2021 год опустело.

## Население
Постоянных жителей было: в 1782—183 души мужского пола, в 1859—1225, в 1897—1592, в 1908—1757, в 1920—1613, в 1926—1729, в 1938—750, в 1949—424, в 1958—317, в 1970—192, в 1979—102, в 1989 — 50, в 2002 году 33 (русские 100 %), в 2010 году 23.